# Bobby Martin
Bobby Martin, né le 18 août 1969, à Atlantic City, au New Jersey, est un ancien joueur américain de basket-ball. Il évolue au poste d'ailier fort.

## Palmarès
- Champion des Amériques 1993
- McDonald's All-American Team 1987
- CBA All-Defensive First Team 1994